# Schwarzfußmangusten
Die Schwarzfußmangusten (Bdeogale) sind eine Säugetiergattung aus der Familie der Mangusten (Herpestidae). Die drei Arten dieser Gattung leben im zentralen und östlichen Afrika.

## Allgemeines
Namensgebendes Merkmal dieser Gattung sind die schwarzen Gliedmaßen, das übrige Fell ist meist graubraun gefärbt, kann jedoch sowohl innerhalb einer Art als auch zwischen den Arten variieren. Diese Tiere erreichen eine Kopfrumpflänge von 38 bis 60 Zentimeter, wozu noch 18 bis 38 Zentimeter Schwanz kommen. Das Gewicht erwachsener Tiere beträgt zwischen 0,9 und 3 Kilogramm.
Über die Lebensweise dieser Tiere ist nicht viel bekannt. Sie dürften eher nachtaktive Einzelgänger sein und sich vorwiegend von Insekten ernähren, in geringem Ausmaß nehmen sie auch kleine Wirbeltiere zu sich.

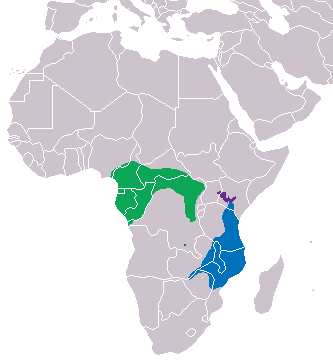
Verbreitungsgebiete der Schwarzfußmangusten:
blau – Buschschwanzmanguste,
grün – Schwarzfußmanguste,
violett – Jackson-Manguste

## Systematik
- Die Buschschwanzmanguste (Bdeogale crassicauda) ist im östlichen Afrika vom südlichen Kenia bis ins mittlere Mosambik beheimatet und kommt auch im Jemen vor. Namensgebendes Merkmal ist der buschige Schwanz. Sie ernährt sich fast ausschließlich von Insekten, vorzugsweise von Ameisen und Termiten. Diese Mangustenart beurteilt die Weltnaturschutzunion IUCN in der Roten Liste gefährdeter Arten mit nicht gefährdet („Least Concern“).

- Die Schwarzfußmanguste (Bdeogale nigripes) lebt im zentralen Afrika. Ihr Verbreitungsgebiet reicht vom südöstlichen Nigeria bis in das nördliche Angola. Sie nimmt im stärkeren Ausmaß als die Buschschwanzmanguste auch Kleintiere und Aas zu sich. Diese Art wird von der IUCN als nicht gefährdet („Least Concern“) beurteilt.

- Die Jackson-Manguste (Bdeogale jacksoni) ist die seltenste und unbekannteste der drei Arten und bewohnt ein kleines Gebiet im südöstlichen Uganda und im mittleren Kenia. Die IUCN listet die Art als gering gefährdet („Near Threatened“).

Die IUCN führt in dieser Gattung mit Bdeogale omnivora eine weitere Art als gefährdet („Vulnerable“). Allerdings bemerkt sie dazu, dass einige Autoren diese als Unterart der Buschschwanzmanguste einordnen.